# Nuestra Señora de Guadalupe
La fregata Nuestra Señora de Guadalupe, fu una nave della Armada Española in servizio dal 1787 e il persa per naufragio il 16 marzo 1799.

## Storia
Il 26 ottobre 1785 fu ordinata, presso Real Astillero de l'Avana, la costruzione di una fregata da 40 cannoni sui piani costruttivi della precedente Santa Rosa da 36 cannoni. La nuova realizzazione, che portava il nome di Nuestra Señora de Guadalupe, era lunga 44,85 m, larga 11,42 m e con un pescaggio di 5,57 m. Essa fu costruita in base al vigente Reglamento de maderas necesarias para la fábrica de los baxeles del Rey, approvato da re Carlo IV in data 4 settembre 1783, e redatto dall'ingegnere e costruttore navale José Joaquín Romero y Fernández de Landa. La impostazione della chiglia avvenne nel 1786 su supervisione del direttore delle costruzioni e comandante degli ingegneri dello stabilimento, capitano di fregata Luis Mesía. A partire dal 1786 fu sostituito dal teniente de navío, don Juan Vicente Plo, assistito come secondo dall'ingegnere ordinario Joseph Pilón y Espejo, che fu responsabile del varo e dell'allestimento dell'unità. Con dislocamento di 608 tonnellate, la nave era armata con 28 cannoni da 12 libbre (prima batteria), 8 cannoni da 6 libbre e 2 petriere da 5 libbre. La fregata Nuestra Señora de Guadalupe fu varato il 4 novembre 1786, e la termine dell'allestimento il suo equipaggio era formato da 222 persone.  Il 7 novembre 1786 assunse il comando della nave il capitano di fregata Salvador María Chacón y Sánchez de Soto. Con la fregata Santa Matilde attraversò l'imboccatura dei due canali di accesso all'isola di Cuba, navigò lungo le coste di Cuba e dello Yucatan e compì diversi viaggi fino a Veracruz. All'inizio del 1788, il capitano Chacón lasciò il suo comando. La fregata salpò dall'Avana il 13 gennaio 1788 verso Porto Rico. Il 16 luglio 1788 lasciò l'Avana con a bordo 1.041.218 pesos e altri prodotti, insieme alle fregate mercantili Pineda ed Esperanza e in conserva con la urca Santa Florentina. Al comando del capitano di fregata Luis de Toledo la fregata arrivò a Cadice il 3 settembre. 
Il 1° ottobre 1788 il capitano di fregata Estanislao Juez Sarmiento y González de Villa assunse il comando della nave che prese il mare alla fine del mese di ottobre per portare merci e artiglieria a El Ferrol, ritornando più tardi a Cadice.
Arrivata in porto viene assegnata alla squadra di evoluzione, creata nel 1789 dal ministro Antonio Valdés y Fernández Bazán, al comando di Félix Ignacio de Tejada.  Da Cadice quello stesso anno trasportò truppe a Malaga e Algeciras. Il 7 luglio 1789 entrò a Napoli con la squadra di Tejada, tornando a Cartagena il 26 settembre. Alla fine del 1789 fu posta in disarmo.
Nel 1790 fu assegnata al dipartimento navale di Ferrol. Nel 1793 si trovava ancora nello stesso dipartimento, disarmata e al comando del capitano di fregata Teodoro Argumosa. Il 20 gennaio 1794 entrò a La Coruña con l'urca Anunciación, entrambe le navi provenivano da San Sebastián e Pasajes. Portavano a bordo ferro e canapa per l'arsenale di Ferrol.
Durante il 1794 fece parte della divisione di navi e fregate sotto il comando del brigadiere José Lorenzo de Goicoechea  che operava sulla costa di Vizcaya. Alla fine del settembre 1794 apparteneva allo squadra di El Ferrol del conte Francisco Javier de Morales, posta al comando del capitano di vascello Juan Morales. Nel 1795 era ancora al comando del capitano Juan Morales.
Il 31 gennaio 1797 salpò da Cartagena con la squadra del tenente generale Don José de Córdoba y Ramos  diretta a Cadice. Entrò ad Algeciras con le navi di linea Bahama, Terrible, Neptuno, e le fregate Santa Dorotea, Casilda e Santa Teresa, e quindi non prese parte al combattimento navale di Capo San Vicenzo il 14 febbraio 1797.
Il 14 marzo 1799 la fregata, al comando di José de la Encina salpò da Palamós per una crociera di protezione delle coste e del traffico mercantile, con destinazione finale Cartagena, ma date le condizioni meteorologiche il comandante decise di puntare su Tarragona o in alternativa Los Alfaques. Aspettò che il tempo migliorasse sui Columbretes,  e all'alba del giorno successivo si diresse verso la costa. La nave avvistò alcune vele sospette, le quali si rivelarono forze nemiche superiori. Si trattava della nave di linea britannica da 74 cannoni Centaur, della corvetta da 20 cannoni Cormoran, e di un brigantino. La fregata, vista la superiorità numerica avversaria, dando inizio così un inseguimento sotto un leggero vento da sud-ovest e mare grosso da est. Alle sei di sera, le navi della Royal Navy erano a sole tre miglia di distanza della fregata spagnola. Ma un'ora e mezza dopo incominciò a piovere e il vento peggiorò.
il vento così che De la Encina, allora, già nel buio della notte, decise di approfittare della situazione per cambiare rotta e dirigersi verso il Capo San Antonio, cercando in questo modo di ingannare i nemici.
Alle nove si udì un colpo di un cannone di poppa dalla fregata spagnola, e il comandante dedusse che il nemico era ancora all'inseguimento.
Capì che la cosa più prudente era restare in mare fino al giorno dopo, quando, valutando la minaccia, avrebbe deciso di dirigersi ad Altea, Benidorm o, se possibile, anche ad Alicante. All'improvviso la nave si trovò in balia di una forte corrente, e alle 4:30 del 16 marzo 1799 incagliò presso la Punta del Sardo, vicino a Denia.
Ci volle qualche tempo perché il comandante della fregata si rendesse conto che la nave era da considerarsi persa, perciò ordinò che le barche fossero messe in acqua. A causa del mare agitato, tutte naufragarono. La mattina dopo ordinò che venissero sparati colpi di cannone a intervalli regolari per avvisare della catastrofe. Venne immediatamente informato dell'accaduto il commissario della Marina di Dénia, Tomás Vibes, che ordinò di andare in aiuto ai naufraghi. I soccorritori si avvicinarono alla nave mediante barche, ma le onde della risacca lo resero impossibile, anche se qualcuna riuscì a fornire assistenza a distanza alle vittime in forma di viveri e acqua.
Il comandante decise di creare un collegamento tra la nave e la spiaggia lanciando delle corde attaccate ad alcuni oggetti affinché i naufraghi potessero arrivare a terra, ma non vi fu modo di crearlo. Due marinai si offrirono di provare ad arrivare a terra, ma perirono nell'impresa.
Tra mezzanotte e l'una del pomeriggio, lo scafo si spezzò in due metà. Poiché la parte di poppa venne immediatamente sommersa, l'equipaggio cercò la salvezza sul castello della nave. Un'ora dopo, la situazione divenne disperata e molti dei naufraghi caddero in mare. I più fortunati riuscirono ad arrivare a terra, mentre altri morirono uccisi dai cannoni, anch'essi lanciati in mare.
Fu allora che un mozzo di origine napoletana, Andrés Martina, che curiosamente era stato arrestato prima del naufragio, si gettò in acqua dal lato di dritta del castello e, superando la corrente e le onde, riuscì ad arrivare sano e salvo in spiaggia. Rifiutate offerte di vestiti e alloggio, chiese una lunga corda e, senza perdere tempo, se la legò intorno alla vita e nuotò con decisione verso la nave, arrivando quasi esausto.  Stabilito un precario collegamento con la spiaggia, si riuscì così a salvare 180 dei 327 uomini d'equipaggio. Morirono il suo secondo in comando, il tenente di vascello José María Echenique, il tenente di fregata Joaquín de Olaeta y Lizárraga, i guardiamarina José Soler, Ramón Delás e Antonio Rodríguez, il contabile Manuel Valderrama e il medico-chirurgo Diego Sánchez , il pilota Elías Antonio Martínez e il tenente del reggimento Hibernia Santiago Beraud. Il mare restituì i corpi del contabile Manuel Valderrama e di 53 tra marinai e soldati.